# Gmina Vlasenica
Gmina Vlasenica (serb. Општина Власеница / Opština Vlasenica) – gmina w Bośni i Hercegowinie, w Republice Serbskiej. W 2013 roku liczyła 10 657 mieszkańców.